# Küss mich doch
Küss mich doch ist ein Lied der deutschen Rapperin und Sängerin Shirin David aus dem Jahr 2024.

## Entstehung und Veröffentlichung
Das Lied wurde von der Interpretin Barbara Davidavičius (Shirin David) selbst, zusammen mit den Koautoren Timothy Adami, Giuseppe Di Agosta (Timey), Lars Hammerstein (Laas Unltd.), Sergen Horoz, Bojan Ivetic (Bozza), Dave Reisner und Samuel Wernik (Sampagne), geschrieben. Für die Produktion zeichnete das Produzentenduo The Cratez (bestehend aus David Kraft und Tim Wilke) verantwortlich.
Erstmals angekündigt wurde Küss mich doch am 15. Dezember 2024 via Instagram. Mit der Ankündigung präsentierte David auch eine Hörprobe. Die Erstveröffentlichung erfolgte schließlich als Single am 26. Dezember 2024 bei Juicy Money Records. Diese erschien als digitaler Einzeltrack zum Download und Streaming. Am 14. Februar 2025 erschien das Lied als Teil von Davids dritten Studioalbum Schlau aber blond (Katalognummer: 0602475351788), dessen vierte Singleauskopplung es ist.

## Inhalt
Küss mich doch wurde in F-Moll mit 124 Schlägen pro Minute komponiert und beschäftigt sich mit Themen wie Luxus, Selbstinszenierung und gesellschaftlichen Erwartungen. Der Text spielt mit Klischees des Jetset-Lebensstils und der Social-Media-Kultur.

## Musikvideo
Das dazugehörige Musikvideo entstand unter der Regie von Lauren Dunn und feierte seine Premiere am Tag der Singleveröffentlichung auf der Videoplattform YouTube. Dieses zeigt David in verschiedenen luxuriösen Umgebungen. Bis August 2025 zählte das Musikvideo über 1,2 Millionen Aufrufe auf YouTube.

## Kommerzieller Erfolg
Auf der Streaming-Plattform Spotify verzeichnete das Lied bis August 2025 über 5,9 Millionen Aufrufe.
Chartplatzierungen
Küss mich doch stieg am 3. Januar 2025 auf Rang 37 der deutschen Singlecharts ein und platzierte sich drei Wochen am Stück in den Charts. Für David war es die bis dato schlechtplatzierteste Single in ihrer Karriere, zuvor hielt den Negativrekord Schlechtes Vorbild (November 2021) mit Rang 13 inne. Es ist zudem die erste Single, die sich nicht in Österreich und der Schweiz platzieren konnte.
| ChartsChartplatzierungen | Höchstplatzierung | Wochen |
| ------------------------ | ----------------- | ------ |
| Deutschland (GfK)        | 37 (3 Wo.)        | 3      |